# Imil Habibi
Imil (Emil) Shukri Habibi (en árabe: إميل حبيبي, en hebreo: אמיל חביבי; Haifa, 28 de enero de 1921-Haifa, 2 de mayo de 1996) escritor y político árabe israelí miembro del Partido Comunista israelí. Fue diputado de la knéset en los años 1960.
Nació en el mandato británico de Palestina en el seno de una familia árabe ortodoxa convertida al anglicanismo. Dentro del mandato, estuvo en el partido comunista de Palestina, y tras quedarse después de la guerra árabe-israelí de 1948, ayudó a fundar el partido comunista israelí.